# Derrick Appiah
Derrick T. Appiah (Modena, 19 luglio 1994) è un rugbista a 15 italiano, attivo nel ruolo di pilone del Norths in Shute Shield.

## Biografia
Nato a Modena da genitori ghanesi, Appiah giocò per le formazioni giovanili del Modena Rugby Junior Club per poi approdare all'Accademia nazionale “Ivan Francescato” e in prestito ai Crociati di Parma.
All'inizio della stagione 2013-2014 fu ingaggiato dai campioni d'Italia del Mogliano con cui esordì nel campionato italiano di Eccellenza. Con la squadra veneta raggiunse il terzo posto nella stagione regolare, le semifinali del campionato e giocò tre partite di European Challenge Cup. Nella stagione successiva diventò titolare nel ruolo di pilone sinistro, pur giocando a volte anche come pilone destro.
Nel 2015 Appiah si trasferì in Inghilterra, ai Worcester Warriors, squadra della Aviva Primiership, prima divisione inglese. Nelle due stagioni in cui rimase con i Warriors, pur non scendendo in campo in partite del massimo campionato, giocò in Challenge Cup e nella Coppa Anglo-Gallese, vestendo anche la maglia del Nottingham e dei London Scottish nella seconda divisione inglese. Nel 2017 venne aggregato per 5 partite alla franchigia scozzese di Edimburgo con la quale ha fatto il suo esordio nel Pro12. Nella stagione 2017-2018 Appiah tornò a Richmond upon Thames nei London Scottish con i quali ottenne 21 presenze nella seconda divisione inglese e nella British and Irish Cup.
Già nazionale Under-18 per i Campionati europei del 2012 e successivamente nazionale Under-20 durante il Sei Nazioni del 2014 quando gli Azzurrini batterono i pari età scozzesi per 32 a 13. Lo stesso anno partecipò al Campionato mondiale di categoria in Nuova Zelanda giocando nella vittoriosa sfida contro l'Argentina. Nel 2017 fece parte della Nazionale Emergenti durante la World Rugby Nations Cup 2017 a Montevideo, giocando tutte le partite da titolare.
Nel 2018 Appiah rientrò in Italia nelle file del Benetton Rugby tornando a giocare nella competizione transnazionale del Pro14.